# Radio (singel)
Radio är en singel av Rammstein från deras sjunde studioalbum Rammstein. Låten spelades först den 25 april 2019 på utvalda radiostationer för att sedan lanseras dagen efter. "Radio" har sagts vara inspirerad av Kraftwerks musik.
Musikvideon, som regisserades av Jörn Heitmann, premiärvisades den 25 april 2019 på en husfasad på Torstraße i Berlin. I musikvideon, som är helt i svartvitt, uppträder bandmedlemmar i stil med ett band från det tidiga 1960-talet.

## Låtlista
Alla låtar är skrivna och komponerade av Rammstein, om inte annat anges. 
| Nr | Titel                    | Längd |
| -- | ------------------------ | ----- |
| 1. | Radio                    | 4:37  |
| 2. | Radio (RMX by twocolors) | 5:00  |